# Térfogatáram
A fizikában térfogatáramnak nevezik azt a mennyiséget, amely megadja, hogy adott idő alatt - jellemzően folyadékból (vagy más, változatlan térfogatú mennyiségből) - mennyi áramlik keresztül egy mérési felületen. 
A térfogatáram jele V (vagy I), mértékegysége köbméter/másodperc (m³/s).
{\displaystyle V={\operatorname {d} V \over \operatorname {d} \!t}=A\cdot v}

Az áramlás gyorsaságától függően használatos a liter/másodperc vagy a köbméter/óra mértékegység is. Térfogatáram mérésére alkalmas eszköz például a Venturi-cső.